# Gérard Tichy
Gérard Tichy, nome all'anagrafe Gerhard Johannes Alexander Tichy Wondzinski (Weißenfels, 11 marzo 1920 – Madrid, 11 aprile 1992), è stato un attore tedesco.

## Biografia
Figlio di un medico, dopo un breve periodo come pittore, fu prima chiamato al Reichsarbeitsdienst, poi partecipò come soldato di fanteria alle campagne polacche e francesi. Dopo aver prestato servizio sul fronte orientale, pose fine alla guerra come tenente in Alsazia.
Fuggito dal campo dei prigionieri di guerra di Bordeaux, dove trascorse un anno e mezzo, la vigilia di Natale del 1946, fu presto arrestato e portato in un altro campo. Poche ore dopo, è fuggito di nuovo e ha raggiunto la città di Dax, nel sud-ovest della Francia, dove si è nascosto per un po' in un cinema, finché un contrabbandiere lo fece uscire dalla città e attraversare il confine a Hendaye. Lì ebbe l'intenzione di attraversare il Bidasoa per andare in Spagna. È stato immediatamente arrestato dalla polizia e dopo tre mesi è stato ritrovato in Spagna da un residente tedesco che garantì per lui e ne ottenne il rilascio. Si trasferì prima a San Sebastián e poi a Madrid, dove lavorò come cameriere.
Grazie all'interessamento del direttore della fotografia Hans Scheib entrò in contatto col regista Eusebio Fernández Ardavín che cercava un attore per interpretare il ruolo di un comandante di sottomarino tedesco per il film Neutralidad (1949). Da quel momento in poi ha lavorato con grande regolarità nel cinema e nei due anni seguenti recitò in altri cinque film. Pur essendo un attore autodidatta, ottenne rapidamente ruoli importanti. Ricoprì molti ruoli da "cattivo" e negli anni '60 apparve spesso in coproduzioni internazionali girate in Spagna.
È tornato più volte in Germania, dove ha recitato ad esempio nel film di Zarah Leander Cabana Cuba e nell'operetta televisiva Giuditta - Freunde das Leben ist lebenswert, esibendosi anche in teatro, ad esempio, nel 1959 all'Hamburger Kammerspiele. Nel 1973 ebbe grande popolarità in Francia col ruolo da co-protagonista di Cyrus Smith nel film L'isola misteriosa e il capitano Nemo, che venne presentato anche alla ORTF come miniserie suddivisa in sei puntate.

## Filmografia

### Cinema
- Neutrality, regia di Eusebio Fernández Ardavín (1949)
- Il grande avventuriero (Black Jack), regia di Julien Duvivier (1950)
- Siamo tutti peccatori (Balarrasa), regia di José Antonio Nieves Conde (1951)
- Servicio en la mar, regia di Luis Suárez de Lezo (1951)
- Cerca del cielo, regia di Mariano Pombo e Domingo Viladomat (1951)
- Quema al suelo, regia di Luis Marquina (1952)
- Manchas de sangre en la luna, regia di Edward Dein e Luis Marquina (1952)
- La llamada de África, regia di César Fernández Ardavín (1952)
- Hombre acosado, regia di Pedro Lazaga (1952)
- Barco sin rumbo, regia di José María Elorrieta (1952)
- Cuba Cabana, regia di Fritz Peter Buch (1952)
- Notti del Decamerone (Decameron Nights), regia di Hugo Fregonese (1953)
- La guerra di Dio (La guerra de Dios), regia di Rafael Gil (1953)
- Pasaporte para un ángel, regia di Javier Setó (1953)
- Il bacio di Giuda (El beso de Judas), regia di Rafael Gil (1954)
- Beta 7 servizio politico (Murió hace quince años), regia di Rafael Gil (1954)
- ¿Crimen imposible?, regia di César Fernández Ardavín (1954)
- Malaga, regia di Richard Sale (1954)
- Los ases buscan la paz, regia di Arturo Ruiz-Castillo (1955)
- Lo que nunca muere, regia di Julio Salvador (1955)
- Il canto del gallo (El canto del gallo), regia di Rafael Gil (1955)
- Nunca es demasiado tarde, regia di Julio Coll (1956)
- Miedo, regia di León Klimovsky (1956)
- Curra veleta, regia di Ramón Torrado (1956)
- Minutos antes, regia di José Luis Gamboa (1956)
- Cuando el valle se cubra de nieve, regia di José Luis Pérez de Rozas (1957)
- Berlino l'inferno dei vivi (...Y eligió el infierno), regia di César Fernández Ardavín (1957)
- Aquellos tiempos del cuplé, regia di Mateo Cano e José Luis Merino (1958)
- Quattro alla frontiera (Cuatro en la frontera), regia di Antonio Santillán (1958)
- Hospital general, regia di Carlos Arévalo (1958)
- El frente infinito, regia di Pedro Lazaga (1959)
- Molokai, l'isola maledetta (Molokai, la isla maldita), regia di Luis Lucia (1959)
- Il ribelle dei contrabbandieri (Un ángel tuvo la culpa), regia di Luis Lucia (1960)
- Alerta en el cielo, regia di Luis César Amadori (1961)
- Il re dei re (King of Kings), regia di Nicholas Ray (1961)
- El Cid, regia di Anthony Mann (1961)
- Il mio amore è scritto sul vento (Pecado de amor), regia di Luis César Amadori (1961)
- Furto su misura (The Happy Thieves), regia di George Marshall (1961)
- I sette gladiatori, regia di Pedro Lazaga (1962)
- La dea del peccato (La reina del Chantecler), regia di Rafael Gil (1962)
- La cara del terror, regia di Isidoro M. Ferry e William J. Hole Jr. (1962)
- Los culpables, regia di Josep Maria Forn (1962)
- Senda torcida, regia di Antonio Santillán (1963)
- Horror, regia di Alberto De Martino (1963)
- Spionaggio a Casablanca (Casablanca nid d'espions), regia di Henri Decoin (1963)
- Gli invincibili sette, regia di Alberto De Martino (1963)
- La muerte silba un blues, regia di Jesús Franco (1964)
- L'amore e la chance (La chance et l'amour), episodio Une chance explosive, regia di Bertrand Tavernier (1964)
- Sfida a Rio Bravo (Desafío en Río Bravo), regia di Tulio Demicheli (1964)
- Diabolico intrigo (Un tiro por la espalda), regia di Antonio Román (1964)
- El niño y el muro, regia di Ismael Rodríguez (1965)
- Sfida a Glory City (Die Hölle von Manitoba), regia di Sheldon Reynolds (1965)
- Colpo grosso a Galata Bridge (Estambul 65), regia di Antonio Isasi-Isasmendi (1965)
- Marie Chantal contro il dr. Kha (Marie Chantal contre Dr. Kha), regia di Claude Chabrol (1965)
- L'uomo che viene da Canyon City (¡Viva Carrancho!), regia di Alfonso Balcázar (1965)
- Playa de Formentor, regia di Germán Lorente (1965)
- Danger - Dimensione morte (Train d'enfer), regia di Gilles Grangier (1965)
- 100.000 dollari per Ringo, regia di Alberto De Martino (1965)
- Il dottor Živago (Doctor Zhivago), regia di David Lean (1965)
- Agente X-77 - ordine di uccidere (Baraka sur X 13), regia di Maurice Cloche e Silvio Siano (1966)
- 4 dollari di vendetta (Cuatro dólares de venganza), regia di Jaime Jesús Balcázar (1966)
- Ringo il texano (The Texican), regia di Lesley Selander (1966)
- Surcouf, l'eroe dei sette mari, regia di Sergio Bergonzelli (1966)
- Il tigre centra il bersaglio (Le solitaire passe à l'attaque), regia di Ralph Habib (1966)
- Il grande colpo di Surcouf, regia di Sergio Bergonzelli (1966)
- Superargo contro Diabolikus, regia di Nick Nostro (1966)
- Colpo maestro al servizio di Sua Maestà britannica, regia di Michele Lupo (1966)
- Faccia a faccia, regia di Sergio Sollima (1967)
- Un dollaro per 7 vigliacchi, regia di Giorgio Gentili (1968)
- Il magnifico Tony Carrera (El magnífico Tony Carrera), regia di José Antonio de la Loma (1968)
- Sartana non perdona (Sonora), regia di Alfonso Balcázar (1968)
- Radiografia di un colpo d'oro (Las Vegas 500 millones), regia di Antonio Isasi-Isasmendi (1968)
- Hot-line (Le Rouble à deux faces), regia di Étienne Périer (1968)
- Cantando a la vida, regia di Angelino Fons (1969)
- L'urlo dei giganti (Hora cero: Operación Rommel), regia di León Klimovsky (1969)
- Justine, ovvero le disavventure della virtù (Marquis de Sade's Justine), regia di Jesús Franco (1969)
- I caldi amori di una minorenne (Las trompetas del apocalipsis), regia di Julio Buchs (1969)
- Il rosso segno della follia, regia di Mario Bava (1970)
- Ordine delle SS: eliminate Borman! (El último día de la guerra), regia di Juan Antonio Bardem (1970)
- Vamos a matar compañeros, regia di Sergio Corbucci (1970)
- Cuadrilátero, regia di Eloy de la Iglesia (1970)
- Ricatto alla mala, regia di Antonio Isasi-Isasmendi (1972)
- Cinque matti alla corrida (Les Charlots font l'Espagne), regia di Jean Girault (1972)
- L'isola misteriosa e il capitano Nemo (L'Île mystérieuse), regia di Juan Antonio Bardem ed Henri Colpi (1973) – proiettato in televisione in versione lunga di sei puntate
- L'orgia dei morti (La orgía de los muertos), regia di José Luis Merino (1973)
- Striptease, regia di Germán Lorente (1977)
- Venus de fuego, regia di Germán Lorente (1978)
- Maravillas, regia di Manuel Gutiérrez Aragón (1981)
- Misterio en la isla de los monstruos, regia di Juan Piquer Simón (1981)
- L'ultimo harem, regia di Sergio Garrone (1981)
- Los diablos del mar, regia di Juan Piquer Simón (1982)
- Pieces (Mil gritos tiene la noche), regia di Juan Piquer Simón (1982)
- La bestia y la espada mágica, regia di Paul Naschy (1983)
- La hoz y el Martínez, regia di Álvaro Sáenz de Heredia (1985)
- ¡Qué tía la C.I.A.!, regia di Mariano Ozores (1985)
- Serpiente de mar, regia di Amando de Ossorio (1985)
- Romanza final (Gayarre), regia di José María Forqué (1986)
- Yo me bajo en la próxima, ¿y usted?, regia di José Sacristán (1992)

### Televisione
- Stahlnetz – serie TV, un episodio (1958)
- Cristoforo Colombo, regia di Vittorio Cottafavi – miniserie TV, un episodio (1968)
- Cervantes – serie TV, 2 episodi (1981)
- Ramón y Cajal – serie TV, un episodio (1982)
- Miguel Servet – serie TV, un episodio (1989)

## Doppiatori italiani
Nelle versioni italiane dei suoi film, Gérard Tichy è stato doppiato da:
- Manlio Busoni in L'uomo che viene da Canyon City, Colpo maestro al servizio di Sua Maestà britannica, Un dollaro per 7 vigliacchi
- Luciano De Ambrosis in Furto su misura
- Renato Turi ne Il dottor Živago
- Nando Gazzolo in Superargo contro Diabolikus
- Renato Mori in Surcouf l'eroe dei sette mari
- Gianni Marzocchi in Justine, ovvero le disavventure della virtù
- Bruno Persa in Vamos a matar compañeros
- Renzo Montagnani in L'orgia dei morti